# Jennifer Phạm
Jennifer Phạm (sinh ngày 3 tháng 7 năm 1985) là Hoa hậu châu Á tại Mỹ năm 2006 (Miss Asia USA).
Cô từng đoạt giải Miss Vietnamese-American Top Model, giải Á hậu cuộc thi Hoa hậu Việt Nam tại Mỹ (Miss Vietnam USA) năm 2005, và giải hoa hậu cuộc thi Hoa hậu Việt Nam miền Nam California năm 2006.

## Tiểu sử
Jennifer tên khai sinh là Phạm Vũ Phượng Hoàng sinh ra tại Phú Nhuận, Thành phố Hồ Chí Minh. Năm 1988, cô theo cha mẹ sang Mỹ định cư và sinh sống tại Quận Cam, California.
Sau khi tốt nghiệp trung học với GPA 3,9/4, Jennifer Phạm bước chân vào lĩnh vực nghệ thuật. Tuy nhiên, những buổi chụp hình cho tạp chí, biểu diễn thời trang không làm cô quên trách nhiệm học hành. Cô tâm sự: "Ba mẹ tôi rất coi trọng sự học, nên dĩ nhiên cũng lo rằng tôi bị phân tâm. Thế nhưng tôi làm cho ba mẹ yên lòng bằng kết quả học tập tốt".
Cô muốn học ngành Dược của Đại học California tại Irvine, ngoài ra còn muốn học ngành tâm lý học.

## Đời tư
Cô kết hôn với nam ca sĩ Quang Dũng vào ngày 25 tháng 9 năm 2007 sau khi tham gia đóng phim Những chiếc lá thời gian của đạo diễn Lê Cung Bắc.
Ngày 9 tháng 2 năm 2008, cô sinh con trai với Quang Dũng và đặt tên là Thái An Nam, sau đổi tên thành Thái Bảo Nam.
Tuy nhiên, từ năm 2009, cô và ca sĩ Quang Dũng đã ly hôn và cả hai đang cùng chăm sóc con trai Bảo Nam.
Năm 2012 cô có một người bạn trai mới là một "thiếu gia Hà thành" (sic). Ngày 19 tháng 12 năm 2012, cô tái hôn với Nguyễn Đức Hải - con trai của Trương Thị Thanh Thanh (một trong những sáng lập viên FPT, từng là giám đốc FPT chi nhánh Thành phố Hồ Chí Minh giai đoạn 1995 – 2006; bà là chị gái của Trương Gia Bình).
Tháng 6 năm 2013, cô sinh con gái với Nguyễn Đức Hải đặt tên là Nguyễn Vũ Thùy An (tên tiếng Anh: Angelina, tên ở nhà: bé Na).

## Phim đã tham gia
- Đường về nhà (42 tập) (2007)
- Tiếng dương cầm trên biển (30 tập)
- Những chiếc lá thời gian[15]
- Xin thề anh nói thật
- Ma Dai (Phim điện ảnh)